# Daddy - Un padre ragazzo
Daddy - Un padre ragazzo (Daddy) è un film per la televisione  statunitense del 1987 diretto da John Herzfeld.

## Trama
Bobby e Stacy sono due adolescenti americani che vivono tranquillamente in una cittadina negli Stati Uniti, fino a quando la ragazza non rimane incinta. Non essendo preparati a tale evento, la vita di Stacy e Bobby viene stravolta.